# Parafia Świętej Rodziny w Kozienicach
Parafia Świętej Rodziny w Kozienicach – parafia rzymskokatolicka w dekanacie kozienickim diecezji radomskiej. 

## Historia
Od 1984 prowadzono duszpasterstwo przy budynku katechetyczno-mieszkalnym na terenie nowego osiedla Energetyk. Kaplica tymczasowa wzniesiona została w latach 1979–1984. Parafię erygował 1 sierpnia 1988 bp Edward Materski z wydzielonego terenu parafii Świętego Krzyża. Kościół pw. Świętej Rodziny, według projektu arch. Franciszka Okowińskiego i konstr. Józefa Stępnia, zbudowano w latach 1987–1998 staraniem ks. Stefana Siedleckiego i ks. Józefa Domańskiego. Konsekracji kościoła 27 grudnia 1998 dokonał bp Edward Materski. Świątynia ta jest wzniesiona z cegły ceramicznej.

## Grupy parafialne
Liturgiczna Służba Ołtarza, Żywy Różaniec, Margaretki, Ruch Światło-Życie.

## Proboszczowie
- 1984–2000 – ks. kan. Józef Domański
- 2000 – ks. Władysław Stępniewski
- od 2000 – ks. kan. Władysław Sarwa

## Zasięg parafii
Na obszarze parafii leżą:
- Kozienice – ulice: Armii Krajowej, Bohaterów Studzianek, Broniewskiego, Brzozowa, Chartowa, Dębowa, Dojazdowa, Głowaczowska, Gruszczyńska, Jesionowa, Kołłątaja, Konarskiego, Kopernika, Krasickiego, Langiewicza, Ogrodowa, Skłodowskiej, Sikorskiego, Słowackiego, Świerkowa, Warszawska (od nr 48), Wierzbowa, Wojska Polskiego, Zdziczów, Zygmunta Starego, Żeromskiego.
- Wieś: Łuczynów[1].